# Kenneth Roberts
Kenneth Lewis Roberts, född 8 december 1885 i Kennebunk, Maine, död 21 juli 1957, amerikansk författare och journalist. Mellan 1919 och 1928 var han korrespondent för Saturday Evening Post. Han skrev underhållande romaner med motiv från amerikansk historia.

## Böcker översatta till svenska
- Nordvästpassagen, 1938 (Northwest passage)
- Arundel: en berättelse om staten Maine och om den hemliga expeditionen mot Québec, 1939 (Arundel)
- Oliver Wiswell, 1941 (Oliver Wiswell)
- Slödder i vapen: En berättelse om Arundel och general Burgoynes invasion, 1944 (Rabble in arms)
- Gröna damen, 1946 (The lively lady)
- Lydia Bailey, 1947 (Lydia Bailey)
- Kapten Försiktig, 1948 (Captain Caution)
- Skeppsbrottet vid Boon Island, 1957 (Boon Island)

## Filmatiseringar
- 1940 Nordvästpassagen, regisserad av King Vidor med Spencer Tracy som major Rogers
- 1940 Piratskeppet (Captain Caution), regisserad av Richard Wallace
- 1952 Trummor över Haiti (Lydia Bailey), regisserad av Jean Negulesco